# Apodemus agrarius
El ratón listado (Apodemus agrarius) es una especie de roedor miomorfo de la familia Muridae. Su área de distribución se halla dividida en dos zonas, estando ampliamente extendido en Europa oriental, el Cáucaso, Rusia hasta el lago Baikal, China, península de Corea y Taiwán.